# Apicia aurelia
Apicia aurelia är en fjärilsart som beskrevs av Druce 1892. Apicia aurelia ingår i släktet Apicia och familjen mätare. Inga underarter finns listade i Catalogue of Life.